# Dypsis lantzeana
Dypsis lantzeana är en enhjärtbladig växtart som beskrevs av Henri Ernest Baillon. Dypsis lantzeana ingår i släktet Dypsis och familjen Arecaceae. IUCN kategoriserar arten globalt som sårbar. Inga underarter finns listade i Catalogue of Life.